# No Doubt (702)
No Doubt è l'album di debutto del gruppo r&b 702, pubblicato per Biv 10 Records - Motown Records l'8 ottobre 1996.
Nel novembre 1997 l'album è stato certificato disco d'oro negli Stati Uniti, dopo aver superato le 500 000 copie.

## Tracce
1. Get Down Like Dat – 4:11 (Missy Elliott, Charles Farrar, Kevin McKenzie, Poke, Rashad Smith, Troy Taylor)
2. Steelo – 4:17 (Missy Elliott, Chad Elliott, George R. "Golden Fingers" Pearson, Sting) – (featuring Missy Elliott)
3. No Doubt – 4:20 (Farrar, Taylor)
4. Show You My Love – 4:19 (Austin, Farrar, Taylor)
5. Not Gonna – 4:13 (Missy Elliott, Chad Elliott, Majesty)
6. All I Want – 3:59 (Farrar, Gordy, Mizell, Perren, Taylor)
7. Round & Round – 4:21 (Missy Elliott)
8. Word Iz Bond – 4:19 (Pendleton) – (featuring Shyheim)
9. Get It Together – 4:51 (Donell Jones)
10. Finding My Way – 5:01 (Johnson, Pendleton)

## Singoli
1. Steelo (pubblicato nel 1996)
2. Get It Together (pubblicato nel 1996)
3. All I Want (pubblicato nel 1997)